# WWE Raw 2
 (octobre 2019).
Si vous disposez d'ouvrages ou d'articles de référence ou si vous connaissez des sites web de qualité traitant du thème abordé ici, merci de compléter l'article en donnant les références utiles à sa vérifiabilité et en les liant à la section « Notes et références ».
WWE Raw 2 est un jeu vidéo commercialisé sur console Xbox et distribué par THQ en 2003 et développé par la compagnie japonaise Anchor Inc.. Il est la suite de WWE Raw, auparavant commercialisé en 2002.

## Jouabilité
Pour la première fois dans la série, un mode saison a été inclus. Il permet au joueur d'incarner la peau d'un catcheur, d'accéder aux vestiaires, former des alliances, et engager un manager. Les utilisateurs peuvent également créer leur propre personnage et décider si celui-ci/celle-ci est heel ou face (antagoniste ou protagoniste, respectivement).
Raw 2 permet également aux joueurs d'éditer les catcheurs de la WWE à leur manière. Le jeu expose de nombreuses arènes habituellement exposées dans l'émission de la WWE durant 2002 et 2003. Certaines arènes sont également basées sur d'autres émissions connexes différentes.
De nouveaux types de matchs sont également inclus - les matchs en Hell in a Cell, TLC  et Royal Rumble sont disponibles dans Raw 2. Le mode Create an Entrance (créer une entrée) permet aux joueurs d'inclure l'une des musiques qu'ils auront transmis dans le disque dur de leur Xbox, synchroniser deux sets de pyrotechnique avec des cascades ou des positions, et une créer une vidéo qui expose le personnage du joueur en train d'exécuter des prises.

## Mode saison
Pour compléter entièrement la saison, le joueur doit combattre pendant 12 mois dans les émissions de Raw et SmackDown, durant les pay-per-view et finir la saison avec le WWE Championship ou World Heavyweight Championship. Des points peuvent être gagné et permettent d'accéder à des accessoires et items déblocables. Cependant, ces items peuvent être débloqué par l'action "Steal" lors des événements du mode saison (season mode). Contrairement aux modes saisons inclus dans la série SmackDown, Raw 2 n'expose ni texte, ni commentaire.